# DDR-Meisterschaften im Boxen 1981

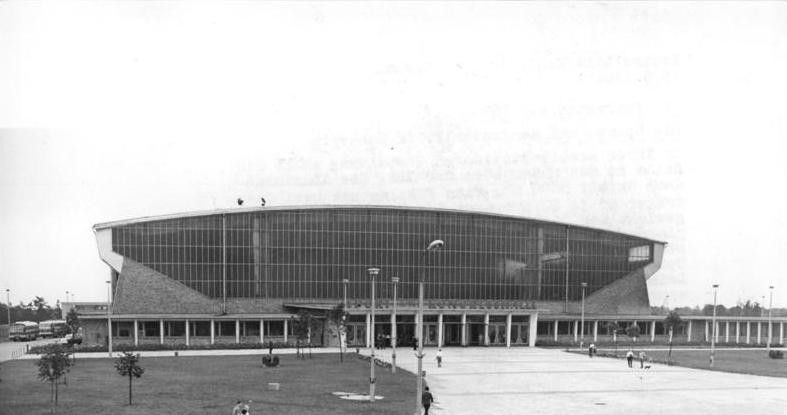
Austragungsort der DDR-Meisterschaften im Boxen 1981

Die DDR-Meisterschaften im Boxen wurden 1981 zum 33. Mal ausgetragen und fanden vom 7. bis 13. Dezember in der Schweriner Sport- und Kongresshalle statt. An den Titelkämpfen nahmen 127 Boxer teil, die in zwölf Gewichtsklassen die Meister ermittelten. Geboxt wurde auch in Neustadt-Glewe (Vorrunde), Ludwigslust, Güstrow und Wismar (jeweils Viertelfinale). Der SC Traktor Schwerin war als Gastgeber mit vier Titeln der erfolgreichste Verein dieser Meisterschaft. Mit Dietmar Geilich, Wolfgang Prosch, Dirk Schäfer, Dietmar Schwarz, Jürgen Fanghänel und Ulli Kaden konnten sechs Boxer ihren Titel aus dem Vorjahr verteidigen.

## Endergebnisse
| Gewichtsklasse                  | Gold                                                 | Silber                                        | Bronze                                        | Bronze                                       |
| Halbfliegengewicht (bis 48 kg)  | Dietmar Geilich ASK Vorwärts Frankfurt/O.            | Peter Kümmel BSG Motor Mitte Magdeburg        | Jürgen Ryba SG „Am Hainberg“ Greiz            | Edwin Werner BSG Stahl Hennigsdorf           |
| Halbfliegengewicht (bis 48 kg)  | RSC 2. Runde (Überlegenheit)                         |                                               | Jürgen Ryba SG „Am Hainberg“ Greiz            | Edwin Werner BSG Stahl Hennigsdorf           |
| Fliegengewicht (bis 51 kg)      | Wolfgang Prosch SC Dynamo Berlin                     | Robert Marx SC Traktor Schwerin               | Andreas Klopfer BSG Mansfeldkombinat Eisleben | Eberhard Pieper BSG Chemie PCK Schwedt       |
| Fliegengewicht (bis 51 kg)      | 3:2 nach Punkten (59:58, 59:58, 59:58, 57:59, 58:59) |                                               | Andreas Klopfer BSG Mansfeldkombinat Eisleben | Eberhard Pieper BSG Chemie PCK Schwedt       |
| Bantamgewicht (bis 54 kg)       | Dirk Schäfer SC Traktor Schwerin                     | Klaus-Dieter Kirchstein SC Dynamo Berlin      | Jens Seifert SG Wismut Gera                   | Thomas Schulz SG Wismut Gera                 |
| Bantamgewicht (bis 54 kg)       | 5:0 nach Punkten (60:57, 60:57, 60:57, 60:57, 60:57) |                                               | Jens Seifert SG Wismut Gera                   | Thomas Schulz SG Wismut Gera                 |
| Federgewicht (bis 57 kg)        | Frank Rauschning SG Wismut Gera                      | Torsten Koch ASK Vorwärts Frankfurt/O.        | Torsten Lange SC Traktor Schwerin             | Michael Stachewicz ASK Vorwärts Frankfurt/O. |
| Federgewicht (bis 57 kg)        | 4:1 nach Punkten (60:56, 60:57, 59:58, 59:58, 58:59) |                                               | Torsten Lange SC Traktor Schwerin             | Michael Stachewicz ASK Vorwärts Frankfurt/O. |
| Leichtgewicht (bis 60 kg)       | Richard Nowakowski SC Traktor Schwerin               | Siegfried Mehnert SC Chemie Halle             | Ralf Bünger SC Traktor Schwerin               | Andreas Schink SG Wismut Gera                |
| Leichtgewicht (bis 60 kg)       | 5:0 nach Punkten (59:58, 59:58, 59:57, 59:57, 60:57) |                                               | Ralf Bünger SC Traktor Schwerin               | Andreas Schink SG Wismut Gera                |
| Halbweltergewicht (bis 63,5 kg) | Dietmar Schwarz SC Traktor Schwerin                  | Thomas Schulz SG Wismut Gera                  | Ronald Poye TSC Berlin                        | Andreas Schulze ASK Vorwärts Frankfurt/O.    |
| Halbweltergewicht (bis 63,5 kg) | 5:0 nach Punkten (60:56, 60:56, 60:56, 60:56, 59:58) |                                               | Ronald Poye TSC Berlin                        | Andreas Schulze ASK Vorwärts Frankfurt/O.    |
| Weltergewicht (bis 67 kg)       | Michael Timm SC Traktor Schwerin                     | Karl-Heinz Krüger ASK Vorwärts Frankfurt/O.   | Jörg Richter ASK Vorwärts Frankfurt/O.        | Lutz Käsebier SC Dynamo Berlin               |
| Weltergewicht (bis 67 kg)       | 5:0 nach Punkten (59:58, 59:58, 59:58, 59:57, 59:56) |                                               | Jörg Richter ASK Vorwärts Frankfurt/O.        | Lutz Käsebier SC Dynamo Berlin               |
| Halbmittelgewicht (bis 71 kg)   | Ralf Hunger SC Chemie Halle                          | Ronald Wandelt SC Chemie Halle                | Detlef Kästner SC Dynamo Berlin               | Friedemann Ott BSG Stahl Hennigsdorf         |
| Halbmittelgewicht (bis 71 kg)   | K. o. in der 2. Runde                                |                                               | Detlef Kästner SC Dynamo Berlin               | Friedemann Ott BSG Stahl Hennigsdorf         |
| Mittelgewicht (bis 75 kg)       | Detlef Friese SC Chemie Halle                        | Uwe Neils SC Traktor Schwerin                 | Andreas Schroth SC Dynamo Berlin              | Holger Klotzsch BSG Stahl Hennigsdorf        |
| Mittelgewicht (bis 75 kg)       | RSC 2. Runde (Verletzung)                            |                                               | Andreas Schroth SC Dynamo Berlin              | Holger Klotzsch BSG Stahl Hennigsdorf        |
| Halbschwergewicht (bis 81 kg)   | Ralf Nebrig SC Dynamo Berlin                         | Andreas Pergamenter SC Dynamo Berlin          | Peter Balnuweit SG Wismut Gera                | Jens Demmler SG Wismut Gera                  |
| Halbschwergewicht (bis 81 kg)   | 5:0 nach Punkten (59:58, 59:58, 59:57, 59:57, 59:56) |                                               | Peter Balnuweit SG Wismut Gera                | Jens Demmler SG Wismut Gera                  |
| Schwergewicht (bis 91 kg)       | Jürgen Fanghänel SG Wismut Gera                      | Klaus-Dieter Schmid ASK Vorwärts Frankfurt/O. | Lutz Philipp BSG Motor Mitte Magdeburg        | Peter Philipp SC Chemie Halle                |
| Schwergewicht (bis 91 kg)       | K. o. in der 2. Runde                                |                                               | Lutz Philipp BSG Motor Mitte Magdeburg        | Peter Philipp SC Chemie Halle                |
| Superschwergewicht (über 91 kg) | Ulli Kaden SG Wismut Gera                            | Dietmar Mayer SC Chemie Halle                 | Peter Pahlke ASG Vorwärts Halle               | Werner Kohnert TSC Berlin                    |
| Superschwergewicht (über 91 kg) | K. o. in der 1. Runde                                |                                               | Peter Pahlke ASG Vorwärts Halle               | Werner Kohnert TSC Berlin                    |

## Medaillenspiegel
| Platz | Verein | Verein                        | Gold | Silber | Bronze | Total |
| ----- | ------ | ----------------------------- | ---- | ------ | ------ | ----- |
| 1     |        | SC Traktor Schwerin           | 4    | 2      | 2      | 8     |
| 2     |        | SG Wismut Gera                | 3    | 1      | 5      | 9     |
| 3     |        | SC Chemie Halle               | 2    | 3      | 1      | 6     |
| 4     |        | SC Dynamo Berlin              | 2    | 2      | 3      | 7     |
| 5     |        | ASK Vorwärts Frankfurt/O.     | 1    | 3      | 3      | 7     |
| 6     |        | BSG Motor Mitte Magdeburg     | –    | 1      | 1      | 2     |
| 7     |        | BSG Stahl Hennigsdorf         | –    | –      | 3      | 3     |
| 8     |        | TSC Berlin                    | –    | –      | 2      | 2     |
| 9     |        | SG „Am Hainberg“ Greiz        | –    | –      | 1      | 1     |
| 9     |        | BSG Mansfeldkombinat Eisleben | –    | –      | 1      | 1     |
| 9     |        | BSG Chemie PCK Schwedt        | –    | –      | 1      | 1     |
| 9     |        | ASG Vorwärts Halle            | –    | –      | 1      | 1     |
|       | Total  | Total                         | 12   | 12     | 24     | 48    |